# 私ってへん?
『私ってへん?』(わたしってへん)は、1998年8月9日にTBSでTBSフレッシュドラマシリーズの一作として放送されたテレビドラマ。
　

## 出演
- 黒坂真美
- 東野佑美
- 一條俊
- 片山沙有里（片山さゆり）
- 深海理絵
- 玉木宏
- 石川瞳

## スタッフ
- 演出・プロデューサー：鈴木早苗
- 脚本：田中利花
- 主題歌：bice「あくび」

| スタブアイコン | サブスタブ | この項目は、まだ閲覧者の調べものの参照としては役立たない、テレビ番組に関連した書きかけの項目です。この項目を加筆・訂正などしてくださる協力者を求めています（P:テレビ/PJ:放送または配信の番組）。 |